# Benthana taeniata
Benthana taeniata là một loài chân đều trong họ Philosciidae. Loài này được Araujo & Buckup miêu tả khoa học năm 1994.